# بروتين الغشاء النووي الداخلي
بروتينات الغشاء النووي الداخلي (بروتينات INM) هي بروتينات غشائية مدمجة في الغشاء الداخلي للغلاف النووي أو مرتبطة به. يوجد حوالي 60 بروتينًا من بروتينات INM، معظمها تم وصفه بشكل ضعيف من حيث البنية والوظيفة. من بين بروتينات INM القليلة الموصوفة جيدًا هي مستقبلات اللامين B (LBR)، والببتيد المرتبط بالصفيحة 1 (LAP1)، والببتيد المرتبط بالصفائح 2 (LAP2)، والإيمرين، وMAN1.